# Juan José Galeana
Juan José Galeana (Técpan, Guerrero, 1770 - Tamo, Michoacán, 15 de septiembre de 1818) fue un militar insurgente mexicano, hermano del insurgente Hermenegildo Galeana.

## Trayectoria
Nació en Técpan de Galeana, Guerrero en el año de 1770. El 1 de noviembre de 1810 con motivo del estallido de la guerra por la independencia de México, ofreció, al igual que sus familiares, sus servicios a José María Morelos y Pavón. Dirigió como capitán una escolta para transportar y proteger el cañón "el Niño", pudo reunir un grupo de setecientos hombres. El cañón había sido donado por él, sus hermanos y otros familiares, fue el primer objeto de artillería con el que contó Morelos.
Dirigió un destacamento en Pie de la Cuesta durante el Sitio de Acapulco. Por sus acciones, Morelos lo ascendió a coronel. Murió el 15 de septiembre de 1818 durante la Batalla de El Tamo, en el actual estado de Michoacán.